# 图皮足球俱乐部
图皮足球俱乐部，是巴西米纳斯吉拉斯州茹伊斯迪福拉市的一个足球俱乐部。该队成立于1912年。

## 荣誉
- 巴西足球丁级联赛: 1

2011